# سیمپسون (ایلینوی)
سیمپسون (به انگلیسی: Simpson) یک روستا در ایالات متحده آمریکا است که در ایلینوی واقع شده‌است. سیمپسون ۱٫۳۶ کیلومتر مربع مساحت و ۶۰ نفر جمعیت دارد.